# Nationaal park Serra do Divisor
Nationaal park Serra do Divisor is een nationaal park in Brazilië met een grootte van 8463 km². Het ligt in het westen van het land in de staat Acre, bij Peru. Het is gesticht in 1989.

## Geografie
Het klimaat is warm en vochtig tropisch met een gemiddelde temperatuur van +24 °C, en 1750–2000 mm regen per jaar.
De hoogtes lopen uiteen van 200–600 m met heuvels, vlaktes en plateaus en tevens vele meren, igapo's (met water door- en overstroomde gedeeltes van het regenwoud) en igarapés (waterstromen in het regenwoud).

## Flora en fauna
Er zijn 10 bostypes in het park. Het merendeel van het park is bedekt met open regenwoud met palmen of bamboe, submontaan regenwoud en alluviaal periodiek overstroomd regenwoud. Voor zover bekend komen er aan diersoorten voor: 43 grote zoogdiersoorten, meer dan 100 amfibieënsoorten, 30 reptielensoorten, 485 vogelsoorten, 55 soorten vleermuizen, 64 soorten Vliesvleugeligen en 29 spinnensoorten. Hiervan zijn zeker ruim 40 bedreigd of zeldzaam.

## Gebruik door bevolking
Veel bewoners verzamelen al generaties lang rubber, maar vanwege de dalende rubberprijzen richten zij zich nu ook om minder duurzame vormen van veeteelt, houtproductie, jacht, visserij en handel in fossielen en stenen. De bedoeling is om een deel van deze activiteiten te verplaatsen en tegelijk een deel van de bevolking te betrekken bij het parkbeheer en toerisme. Overigens is er op dit moment vrijwel geen toeristische infrastructuur.